# イサベル・アトキン
イサベル・アトキン（英語: Isabel Atkin、1998年6月21日 - ）はイギリスのフリースタイルスキー選手。

## 来歴
アメリカ合衆国ボストン出身、イギリス人の父とマレーシア人の母のもとに生まれる。3歳の時にメイン州でスキーを習い始める 。
2017年にスペインのシエラネバダ山脈で行われた世界選手権において銅メダルを獲得。韓国で開催された2018年平昌オリンピックにおいて、オリンピックのイギリス選手団として初となるスキー競技での銅メダルを獲得（2002年ソルトレイクシティオリンピックにおいてアラン・バックスターが回転競技で3位となったが、薬物検査で陽性反応が出たため、銅メダルを剥奪されている。）。

## 脚註
1. ↑  “Isabel Atkin - British Ski and Snowboard”. www.teambss.org.uk. 2018年2月17日閲覧。
2. ↑    - イサベル・アトキン - 国際スキー連盟のプロフィール （英語）
3. ↑  “Sugarloaf Mountain”
4. ↑  “Winter Olympics: Great Britain's Izzy Atkin wins bronze in the women's ski slopestyle” (2018年2月17日). 2018年2月17日閲覧。

- イサベル・アトキン - Olympedia（英語）